# バイラクタル TB3
バイラクタル TB3
強襲揚陸艦「アナドル」に搭載されているプロトタイプ
- 分類：UCAV
- 製造者：バイカル
- 運用者：

  -  トルコトルコ空軍(予定)
- 初飛行：2023年10月20日
- 生産数：1機以上(プロトタイプ)
- 運用状況：開発中
- 原型機：バイラクタル TB2

バイラクタル TB3（英: Bayraktar TB3) はバイカルが製造する短距離離着陸が可能なトルコの中高度長耐久（MALE）無人戦闘機である。

## 概要
バイラクタル TB2を元に短距離離着陸性能、主翼折り畳み機能を備えた艦載型である。
トルコはF-35プログラムに参加しており、短距離離着陸・垂直離着陸が可能なF-35Bを導入し強襲揚陸艦「アナドル」に搭載する予定だったが、ロシアからS-400ミサイルシステムを導入したことによりF-35が導入できなくなった。そこでトルコは艦載型のUAVを開発する事を決定し、それによって開発されたのが本機である。

## 開発
バイラクタルTB3は2020年10月29日に初めて発表された。その発表の中で、バイラクタルTB3はPD-170またはその派生型と推定される国産エンジンの試験について言及し、このエンジンはバイラクタル・アクンチュHALE UAVとバイラクタルTB3に搭載される予定であると述べた。バイカル社はこのエンジンを「同クラスのエンジンとしては世界最高性能」と表現し、その能力を強調した。
バイカル社はバイラクタルTB3の性能について「このクラスでは他に類を見ない、航空母艦から発着する航空機を開発している。折りたたみ式の翼を持ち、空母に着艦でき、より重い弾薬を搭載できる」と説明した。TB3の開発者であるBaykar Defenseは、2021年7月21日、トルコ初の水陸両用強襲揚陸艦であるアナドルに配備されたTB3の最初のCG画像をTwitterで共有した。TB3は、ジェットエンジンを搭載したバイラクタル クズルエルマとともに運用されることが明らかにされた。

### 開発スケジュール
- 2023年3月27日:TB3の最初のプロトタイプが公開される[5]。
- 2023年10月13日:TB3の初試運転が成功[6]。
- 2023年10月20日:初回離着陸試験を実施し、高速飛行を達成。完全に空に飛ぶことなく、地上から一時的に車輪を離す[7]。
- 2023年10月27日:トルコ共和国建国100周年記念式典の2日前に初飛行を行った[8]。
- 2023年11月11日:初めて着陸装置を格納した状態で飛行した[9]。
- 2024年6月1日:陸上試験施設に設置されたスキージャンプ台からの離陸試験を初実施し、成功した[10]。
- 2024年11月19日:強襲揚陸艦「アナドル」で発着艦試験を初実施し、成功した[11]。

## 仕様
データの出典：バイラクタル・ディフェンスの公式ウェブサイト

### 一般的特性
- 乗組員 0名
- 全長： 8.35 m
- 全高：2.6メートル（8.5フィート）
- 翼幅： 14 m（46 ft）
- 最大離陸重量：1,450 kg（3,200 lb）
- ペイロード容量： 280 kg（620 lb）
- パワープラント 1 × TEI PD170

### 性能
- 最高速度：160ノット（300 km/h）
- 巡航速度：125ノット（232km/h）
- 通信範囲：見通し伝搬
- 航続距離：1,000海里（1,900km）

### 武装
- ハードポイント:4
  - L-UMTAS（長距離対戦車ミサイルシステム)[13]
  - MAM： MAM-C、MAM-L、MAM-T(精密誘導爆弾)[14][15]
  - Roketsan ジリット (70mmミサイルシステム)[16]
  - TUBITAK-SAGE BOZOK(レーザー誘導ロケット)[17]
  - TUBITAK-SAGE TOGAN(空対地発射81mm迫撃砲)[18]
  - TUBITAK-SAGE KUZGUN(モジュラー式共同発射弾薬)[19]
- アビオニクス
  - 互換性があるEO/IR/LD画像および照準センサーシステムまたはマルチモードAESAレーダー
  - Aselsan CATS EO/IR/LD イメージング・照準センサー（予定）